# Artur Pusz
Artur Pusz (* 16. Januar 1909 in Łódź; † ?) war ein polnischer Bahnradsportler.
1930 belegte Artur Prusz bei den polnischen Bahnmeisterschaften im Sprint Platz drei. 1931 wurde er im Tandemrennen gemeinsam mit Eugeniusz Michalak erstmals polnischer Meister, im selben Jahr wurde er Vize-Meister im Sprint. Ab 1933 wurde er fünf Mal in Folge nationaler Sprintmeister. 1931 war er Vizemeister geworden. 1934 und 1935 startete er im Sprint bei UCI-Bahnweltmeisterschaften. 1935 unterlag er in der ersten Runde dem Deutschen Toni Merkens und dem Niederländer Bernard Leene.
Während der deutschen Besetzung Polens ließ sich Pusz in die Deutsche Volksliste eintragen und wurde Direktor der Sportanlagen von Warschau. Sein weiterer Lebensweg ist nicht bekannt.

## Erfolge
1931
- Polnischer Meister – Tandem (mit Eugeniusz Michalak)

1933
- Polnischer Meister – Sprint

1934
- Polnischer Meister – Sprint

1935
- Polnischer Meister – Sprint

1936
- Polnischer Meister – Sprint

1937
- Polnischer Meister – Sprint